# Skrzek plays SBB
Skrzek plays SBB – dokumentacja dwóch koncertów fortepianowych Józefa Skrzeka z lat 2004 – 2005. Publikacja została wydana jako piętnasta płyta z 20 płytowego boxu muzycznego dotyczącego twórczości Józefa Skrzeka zatytułowanego Viator 1973–2007 wydanego przez Metal Mind Productions.

## Premiera
- Nagrania (1-7) zostały zarejestrowane 25.11. 2004 roku, a utwory (8-12) nagrano 16.09.2005 roku w studiu koncertowym Rozgłośni Polskiego Radia w Katowicach[1].
- Oficjalna premiera całego 20 płytowego boxu odbyła się w Studiu Koncertowym Polskiego Radia Katowice w kwietniu 2007 r.[3].

## Muzycy
- Józef Skrzek – śpiew, fortepian

## Lista utworów
1. Erotyk – 04:32
2. Freedom With Us – 05:07
3. Z których krwi krew moja – 05:57
4. W kołysce dłoni twych Ojcu – 05:57
5. Pieśń stojącego w bramie – 03:35
6. Singer, Oh Singer – 03:27
7. Całkiem spokojne zmęczenie – 09:02
8. Music Is My Life – 04:59
9. The Golden Harp – 05:41
10. Stary człowiek w milczącym ogrodzie – 05:51
11. Wojownicy Itaki – 04:58
12. Odlot (Carry Me Away) – 07:23

## Informacje dodatkowe
- Utwory (1-7) zarejestrowano podczas występu Józefa Skrzeka promującego wydanie boxu płytowego „Antholygy 1974-2004” grupy SBB[1].
- Utwory (8-12) zarejestrowano podczas występu Józefa Skrzeka promującego wydanie płyty New Century grupy SBB[1].
- Box został wydany w ilości 1000 numerowanych egzemplarzy.
- oficjalna strona płyty w Archiwum Polskiego Rocka. polskirock.art.pl. [zarchiwizowane z tego adresu (2015-07-02)].